# Organització territorial d'Alemanya
L'organització territorial d'Alemanya té quatre nivells bàsics:
- El govern federal, Bundesstaat o Bundesebene.
- Els estats federats, o Länder.
- Els districtes, o Kreise. (Vegeu la Llista de districtes rurals alemanys)
  - Les ciutats de més de 100.000 habitants (i algunes excepcions més) estan exemptes de formar part d'un districte, i l'ajuntament assumeix les competències dels districtes. Reben el nom de Kreisfreie Städte. (Vegeu la Llista de districtes urbans alemanys)
- Els municipis, o Gemeinden.

## Nivells suplementaris d'administració territorial
- Les regions governamentals, o Regierungsbezirke. Són subdivisions del govern del Land, i tots els municipis i les ciutats (també les que no tenen districte) han de formar part d'una regió governamental. Són herència de l'època anterior a la unificació alemanya.
- Les agrupacions municipals. Són entitats administratives que tenen la funció de gstionar i compartir recursos municipals per estalviar costos en serveis comuns per a un conjunt de pobles amb pocs habitants. Les ciutats sense districte no en poden formar part, i algunes ciutats més petites també poden no formar-ne part. Aquestes agrupacions tenen diferents noms:
  - Amt (Brandenburg, Mecklemburg-Pomerània Occidental i Slesvig-Holstein).
  - Gemeindeverwaltungsverband (Baden-Württemberg).
  - Verbandsgemeinde (Renània-Palatinat).
  - Verwaltungsverband (Saxònia-Anhalt).

## Estats segons l'organització territorial
Depenent de l'organització territorial interna de cada estat, aquests poden ser simples, o bé contenir regions governamentals (Regierungsbezirke), agrupacions municipals o una combinació de les dues. A més a més, a Alemanya hi ha tres ciutats estat.

### Estats simples
Els estats simples són els que no tenen cap dels nivells d'organització territorial suplementaris: Saarland i Turíngia.
| Estructura territorial |                                           |
| Bund Federació         |                                           |
| Land Estat federat     |                                           |
| Kreis Districte        | kreisfreie Städte Ciutats sense districte |
| Gemeinde Municipi      | kreisfreie Städte Ciutats sense districte |

### Estats on hi ha regions governamentals (Regierungsbezirke)
Aquests estats són: Baixa Saxònia, Baviera, Hessen, Rin del Nord-Westfàlia i Saxònia.
| Estructura territorial                |                                           |
| Bund Federació                        |                                           |
| Land Estat federat                    |                                           |
| Regierungsbezirke Regió governamental |                                           |
| Kreis Districte                       | kreisfreie Städte Ciutats sense districte |
| Gemeinde Municipi                     | kreisfreie Städte Ciutats sense districte |

### Estats on hi haagrupacions municipals
Aquests estats són: Brandenburg, Mecklemburg-Pomerània Occidental, Renània-Palatinat, Saxònia-Anhalt i Slesvig-Holstein.
| Estructura territorial |                                                                       |                                          |
| Bund Federació         |                                                                       |                                          |
| Land Estat federat     |                                                                       |                                          |
| Kreis Districte        | Kreis Districte                                                       | kreisfreieStädte Ciutats sense districte |
| Agrupació municipal    | amtsfreie Städte Ciutats amb districte però sense agrupació municipal | kreisfreieStädte Ciutats sense districte |
| Gemeinde Municipi      | amtsfreie Städte Ciutats amb districte però sense agrupació municipal | kreisfreieStädte Ciutats sense districte |

### Estats on hi ha regions governamentals i agrupacions municipals
Només existeix un estat amb aquestes característiques: Baden-Württemberg.
| Estructura territorial                |                                                                       |                                          |
| Bund Federació                        |                                                                       |                                          |
| Land Estat federat                    |                                                                       |                                          |
| Regierungsbezirke Regió governamental |                                                                       |                                          |
| Kreis Districte                       | Kreis Districte                                                       | kreisfreieStädte Ciutats sense districte |
| Agrupació municipal                   | amtsfreie Städte Ciutats amb districte però sense agrupació municipal | kreisfreieStädte Ciutats sense districte |
| Gemeinde Municipi                     | amtsfreie Städte Ciutats amb districte però sense agrupació municipal | kreisfreieStädte Ciutats sense districte |

### Ciutats estat
Les ciutats estat són estats formats per un únic municipi (Berlín i Hamburg) o per dos municipis (Bremen). L'ajuntament assumeix les competències de l'estat i les municipals (es podria comparar amb la situació de Ceuta i Melilla).
Estan dividits administrativament en bezirks, comparables als districtes de Barcelona. La capital Berlín es compon de 12 districtes Hamburg té 7 districtes. Les competències dels bezirks urbans es decideixen al nivell de la ciutat estat i són doncs diferents d'un estat a l'altre.
| Estructura territorial |
| Bund Federació         |
| Land Estat federat     |